# Фаленопсис фиолетовый
Фаленопсис фиолетовый или Фаленопсис виолация (лат. Phalaenopsis violacea), — эпифитное трявянистое растение семейства Орхидные.
Вид не имеет устоявшегося русского названия, в русскоязычных источниках чаще используется научное название Phalaenopsis violacea.
Видовой статус под вопросом. Одни авторы считают Phalaenopsis violacea одной из естественных вариаций Phalaenopsis bellina. Другие описывают Phalaenopsis bellina, как одну из вариаций Phalaenopsis violacea.

## Синонимы
По данным Королевских ботанических садов в Кью:
- Phalaenopsis violacea f. coerulea   Christenson 2001
- Phalaenopsis violacea f. alba  (Teijsm. & Binn.) Christenson, 2001
- Phalaenopsis violacea var. alba   Teijsm. & Binn. 1862
- Polychilos violacea   (Hort. ex H.Witte) Shim 1982
- Stauritis violacea   (Witte) Rchb.f. 1862
- Stauropsis violacea   Rchb.f. 1862

## Природныевариации

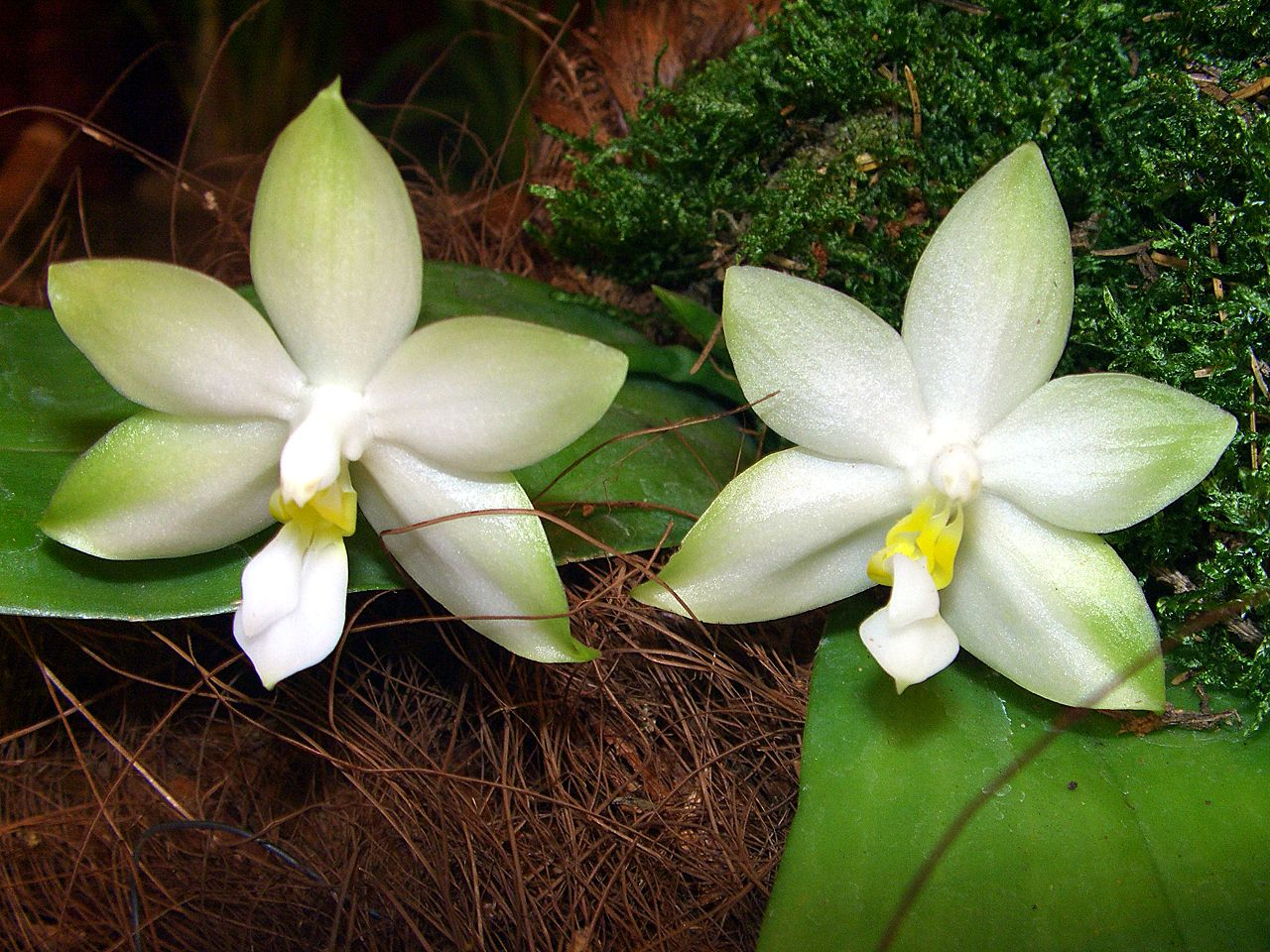
Phalaenopsis violacea var. alba

- Phalaenopsis violacea var.alba   Teijs. и Binn. 1862 или Phalaenopsis violacea var. albescens
- Phalaenopsis violacea var. bowringiana   Rchb.f. 1884
- Phalaenopsis violacea var. murtoniana   Rchb.f. 1878
- Phalaenopsis violacea var. punctata   Rchb.f 1884
- Phalaenopsis violacea var.coerulea   Christ 2001

Вариация Phalaenopsis violacea var. Borneo в настоящее время выделена в отдельный вид Phalaenopsis bellina.

## Биологическое описание

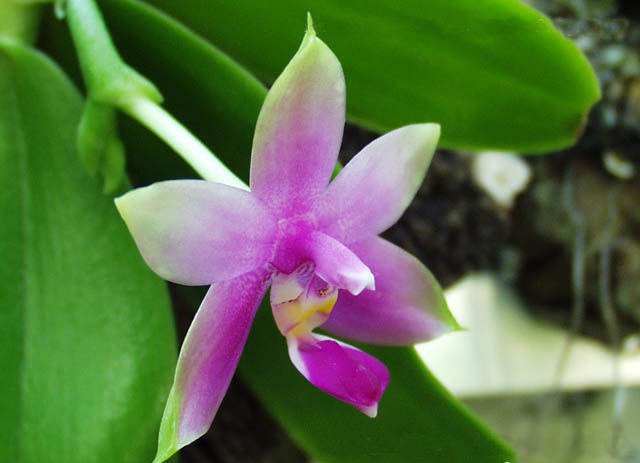
Phalaenopsis violacea (Суматра)

Миниатюрный моноподиальный листопадный эпифит. 

Цветонос твердый, часто зигзагообразно изогнутый, несущий небольшое количество цветков. 

Цветки восковые, обладают приятным ярко выраженным ароматом сравнимым с запахом некоторых кувшинок, фрезии и бергамота. Размер цветка в поперечнике 5-6 см Лепестки эллиптические или овальные-эллиптические. Цветущие растения встречаются в течение всего года, массовое цветение с весны до осени. Много цветовых вариаций.

Листья мясистые, эллиптические или продолговатые-эллиптические, острые или затупленные, у взрослых растений более чем 25 см длиной, 12 см шириной.

## Ареал, экологические особенности
Малайзия (Перак, Селангор, Малакка), Суматра (Mentawai, Simeuluë).
Встречается в низменных лесах. Часто селится на мангровых деревьях.
Освещённость в местах произрастания — около 10 000 люксов, относительная влажность воздуха круглый год не менее 80 %.

## История
Обнаружен на Суматре, около населенного пункта Палембанг, Тейсманном (Teijsmann) в 1859 году.

## В культуре
В культуре с 1960 года, не сложен и из-за приятного запаха цветков весьма популярен. 

Температурная группа — теплая. Относительная влажность воздуха — 50—80 % круглый год. Полив по мере просыхания. Идеальная дневная температура — 28—30 °C с понижением в ночное время до 24—25 °C в течение всего года.
Требования к свету: 1000—1200 FC, 10760—12919 lx.
Цветёт круглый год. Отцветшие цветоносы удалять не следует.
Общая информация о агротехнике в статье Фаленопсис.

## Некоторые первичныегибриды(грексы)
Bee Ridge — fuscata х violacea (Bates Orch. (Raymond Brown)) 1980 

Celebes Violet — violacea х celebensis (Sky Island Orchids) 1994 

China Wonder — violacea х stobartiana (Takaki Orchid Nursery) 1996 

Corning’s Violet — violacea х corningiana (C. Sheviak) 1976 

Datu Chan San-Chang — violacea х pantherina (Tham Chee Keong) 2000 

Donna Louise — violacea х hieroglyphica (L. Dewey) 2004 

Equalacea — equestris х violacea (Fredk. L. Thornton) 1967 

Essence Yuhmei — floresensis х violacea (Shih-Fong Chen) 2001 

Fintje Kunriawati — pulchra х violacea (A. Kolopaking) 2004 

Fribourg — violacea х inscriptiosinensis (Luc Vincent) 1992 

Germaine Vincent — violacea х speciosa (Luc Vincent) 1994 

Phalaenopsis X Gersenii — violacea х sumatrana (естественный гибрид) 

Hans Burgeff — sanderiana х violacea (Royal Botanical Garden Peradeniya) 1960 

Harriettiae — amabilis х violacea (Veitch) 1887 

Iwan Kolopaking — parishii х violacea (Atmo Kolopaking) 1981 

Java — fimbriata х violacea (Fredk. L. Thornton) 1970 

Jennifer Palermo — tetraspis х violacea (J. Palermo) 1998 

Lanny — violacea х schilleriana (T. Sukarya) 1980 

Little Darlin' — violacea х cochlearis (Jones & Scully) 1969 

Luedde-violacea — lueddemanniana х violacea (Veitch) 1895 

Lung Ching’s Baby — javanica х violacea (Brothers Orchid Nursery) 1981 

Malacea — violacea х mannii (Fredk. L. Thornton) 1970 

Mok Choi Yew — gigantea х violacea (C. Y. Mok) 1968 

Norman — fasciata х violacea (Chas L Beard) 1969 

Penang Girl — violacea х venosa (Ooi Leng Sun Orchid Nursery & L) 1984 

Penang Violacea — violacea х micholitzii (Ooi Leng Sun Orchid Nursery & L) 1987 

Phurplefetti — philippinensis х violacea (Dr John W. Hutchinson (John Ewing Orchids, Inc.)) 1995 

Princess Kaiulani — violacea х amboinensis (Oscar Kirsch) 1961 

Samera — bellina х violacea (M. Liu) 2003 

San Shia Crystal — violacea х modesta (Hou Tse Liu) 1999 

Spring Rain — maculata х violacea (Herb Hager Orchids) 1974 

Sulaceous — sumatrana х	violacea (Fort Caroline Orchids Inc. (Dr Henry M Wallbrunn)) 1975 

Phalaenopsis x Valentinii — cornu-cervi х violacea (естественный гибрид) 1959 

Vilind — violacea х lindenii (Wm. Kirch Orchids Ltd. (Ernest T. Iwanaga)) 1969 

Violet Charm — violacea х mariae (Arthur Freed Orchids Inc.) 1971 

Zuma Elf — violacea х stuartiana (Zuma Canyon Orchids Inc.) 1981